# Edgar Garrick
Pour les articles homonymes, voir Garrick.
Edgar Garrick, de son nom de naissance  Edgar Ievguenievitch Grentsion (respectivement en russe : Эдгар Гаррик et Эдгар Евгеньевич Гренцион), né en 1906 à Moscou et mort en 1957 à Leningrad, est un acteur soviétique.

## Biographie
Il est le fils d'Anna Ivanovna Tchoulkova, sœur du poète Georges Tchoulkov, et du journaliste Ievgueni Karlovitchn Grentsion. Son prénom lui a été donné en l'honneur d'Edgar Allan Poe. En 1911 sa mère épouse Vladislav Khodassevitch, et à partir de 11 ans, avant le départ du poète à l'étranger en 1922, Edgar vit dans sa famille à Moscou, puis à la Maison des arts à Petrograd. En 1921, il part avec sa mère et son beau-père dans la colonie de la Maison des arts de Kholomka dans le gouvernement de Pskov. Il évoque à plusieurs reprises dans sa correspondance et ses mémoires ces déplacements successifs.
Dans mon enfance, Edgar est appelé du diminutif de Garik, qui deviendra son pseudonyme, avec le doublement du «r», comme dans le nom de l'acteur David Garrick. 
Ossip Mandelstam lui consacre deux vers dans son Anthologie de la bêtise quotidienne. Il est le modèle d'un tableau de Valentina Khodassevitch Portrait d'un jeune garçon (1911, collection privée).
Il devient acteur du théâtre d'agitation et de propagande de l'oblast, puis tourne au cinéma sous le nom d'Edgar Garrick. Son rôle le plus connu est celui de Charles XII dans Pierre le grand (1937). Il a aussi joué dans Hommes en guerre (1954) le rôle du général Levitski (ru).
Il meurt d'un cancer en 1957. Il a été marié avec Lidia Antonovna Iakovleva, puis avec Liala Mandelstam. Il a eu une fille, Natalia (1925-1995) de son premier mariage.